# Squalius laietanus
Squalius laietanus es una especie de peces de la familia Cyprinidae en el orden de los Cypriniformes.

## Morfología
Los machos pueden llegar alcanzar los 13,5 cm de longitud total.

## Hábitat
Es un pez de agua dulce.

## Distribución geográfica
Se encuentra desde el río Ebro hasta Portbou y desde el río Tec hasta el río Agly.